# Whistle in a maze
Whistle in a maze는 2004년 4월 9일에 발매된 하림의 정규 2집이다.

## 수록곡
전체 작곡: 하림 (전체 편곡: 하림)
| #            | 제목                              | 작사         | 재생 시간 |
| ------------ | --------------------------------- | ------------ | --------- |
| 1.           | 〈여기보다 어딘가에〉             | 이미나       | 4:45      |
| 2.           | 〈초콜릿 이야기〉                 | 이미나       | 4:29      |
| 3.           | 〈지난봄 어느날〉                 | 이미나       | 5:08      |
| 4.           | 〈그런 너, 그런 나〉              | 하림, 이병률 | 3:56      |
| 5.           | 〈멀미〉                          | 이미나       | 5:23      |
| 6.           | 〈이방인〉                        | 하림, 이병률 | 4:19      |
| 7.           | 〈라푼젤〉                        | 하림         | 2:16      |
| 8.           | 〈무언가〉                        | 하림, 이병률 | 5:02      |
| 9.           | 〈어느 저녁 바에서〉              | 하림         | 5:05      |
| 10.          | 〈우리 다시 만나는 날에〉         | 하림         | 5:01      |
| 11.          | 〈위로〉                          | 하림         | 4:27      |
| 12.          | 〈사랑이 다른 사랑으로 잊혀지네〉 | 하림         | 4:48      |
| 13.          | 〈아일랜드에서〉                  | 하림         | 4:36      |
| 총 재생 시간 | 총 재생 시간                      | 총 재생 시간 | 59:15     |